# Дерибин, Леонид Васильевич
Леонид Васильевич Дерибин — советский хозяйственный, государственный и политический деятель.

## Биография
Родился в 1913 году в Никольске. Член КПСС с 1944 года.
С 1938 года — на хозяйственной, общественной и политической работе. В 1938—1983 гг. — инженерный и хозяйственный работник в авиационной промышленности СССР, начальник котельной завода № 30 Наркомата авиационной промышленности, секретарь партийного комитета завода «Знамя Труда», 1-й секретарь Ленинградского районного комитета КПСС города Москвы, заместитель председателя Московского горисполкома.
Делегат XXI, XXIV, XXV съездов КПСС.
Жил в Москве, в Серебряном Бору по адресу: Таманская улица, дача № 47. Умер в 1997 году в Москве. Похоронен на Кунцевском кладбище.